# Flop Starz
«Flop Starz» (с англ. — «Звёзды на час») —- эпизод 4b первого сезона мультсериала Финес и Ферб, который вышел в эфир 1 февраля 2008 года

## Сюжет
За завтраком семья наблюдает рекламу "Кто хочет стать суперпопулярной американской звездой Шоу талантов". Оно побуждает Кендис идти на прослушивание. Мальчики не против славы, но без необходимости писать песни на заказ, и они с радостью слушают рассказ мамы о «группах одного хита». Пока мальчики сочиняют нужную для этого «бессмысленной песни с навязчивой мелодией», Кендис готовится к прослушиванию. Придя на прослушивание, она становится «сотым претендентом» и выигрывает участие с группой «ФФТ». Оказалось, что группа «ФФТ» – это Финес, Ферб, и их друзья. Вместо того, чтобы присоединиться к ним, она уходит, чтобы попытаться их прижучить, но терпит неудачу, перепутав с Финесом тень кролика на сцене, играющего на блендере.
Тем временем Перри входит в логово доктора Фуфелшмертца. Фуфелшмертц не узнаёт Перри, надевшего очки с усами, и рассказывает ему свой план, после чего Перри снимает маску и попадает в ловушку. Фуфелшмертц запускает в действие гигантского робота-разрушителя в виде здания.
Мальчики продолжают путь к славе. Им предлагают контракт со звукозаписывающей компанией, но у них по плану отказаться и устроить скандал, чтобы остаться группой одного хита. Кендис пытается показать их маме плакат группы, но у неё опять это не получается и она просто поет вместе с мальчиками на финальном концерте их музыкальной карьеры.

## Производство
Серийные создатели, Дэн Повенмайр и Джефф Марш, написали историю для «Звёзды на час». Шерм Коэн и Антуан Гильбо, тем временем, построили сценарные отделы киностудии. Повемайер  направил эпизод, который он сделал для большинства сезона. Повемайер и Марш написали показанную песню, «Тики-тики-лу» (в поздних сезонах «Гичи-гичи-гу»), как они и делают со всей музыкой на шоу.  Что песня и "тема тайного агента Перри" была написана самой первой песней, переданным Диснею, они хотели чтобы мелодия про Перри была у каждого эпизода, как они и сделали.
Компания Диснея хотела начать серию «большим способом». Серию показали вместе с американскими горками, они выбрали "звёзды на час" и передали это в тот же день в каждой стране, в которой был передан канал Дисней; более чем сто пятьдесят территорий. Это вызвало для эпизода, показ почти на шесть месяцев позже чем первоначально запланировали, поскольку разные страны адаптировали подлинник и нанимали голосовых актёров, чтобы повторно сделать запись линий на отобранных языках. Несмотря на задержку, эпизод, официально переданный 1 февраля 2008, начинал марафон длиной в месяц, Дисней давал право "Финесу и Ферб-uary.

## Восприятие

### Оценка
Во всем мире эпизод собирал более чем 23.5 миллионов зрителей от этого более чем ста пятидесяти территорий, на которых он был передан, включая Соединенное Королевство, Австралию, и США. Вице-президент канала Дисней программировал серию для Великобритании, Скандинавии и возникающих рынков, эпизод ответил на высокие оценки, объясняя, что это было достижение из-за усилия, потраченного с голосовыми верхними мячами и маркетингом.

### Песня «Тики-тики-лу» итовары
Несколько критиков положительно рассмотрели песню "Тики-тики-лу" от эпизода, заявляя, что это, «возможно, вероятно, получило радио-игру 20 лет назад». Дисней также наслаждался этим достаточно, чтобы попросить, чтобы создатели написали песням каждый эпизод. Песня была показана как расширенная версия на Одобренном музыкальном репертуаре канала Дисней альбома, который показал многократные песни от различных художников канала Дисней. Песня также была одной из этих двадцати шести песен, появляющихся в серийном саундтреке чиновника, выпущенном 29 сентября 2009 года. Эпизод был одним из нескольких, который был показан на первом DVD объема сезона каждый наделенный правом «Жажда скорости». В DVD это соединено с его производственным партнером, "Моя личная мумия"  Лара Берджен приспособила эпизод, наряду с поддерживающим сезоном один эпизод "Свет, Кэндэс, мотор!" в новеллу для молодых читателей под названием Безудержный Хит. Также песня была коротко исполнена в ещё двух эпизодах мультсериала: «Я Бробот» и «Слава Фуфелании».

## Культурные отсылки
- Эпизод содержит несколько от ссылок на шоу талантов «Американский идол».
- Псевдоним Линды как удивление с одним хитом, "Линдана", является пародией на Мадонну.